# Bachant
 Bachant  es una población y comuna francesa, en la región de Norte-Paso de Calais, departamento de Norte, en el distrito de Avesnes-sur-Helpe y cantón de Berlaimont.

## Demografía
| 2568 | 2750 | 2692 | 2534 | 2498 | 2368 | 2418 |
| Para los censos de 1962 a 1999 la población legal corresponde a la población sin duplicidades (Fuente: INSEE [Consultar]) |      |      |      |      |      |      |